# Змішувачі «важке середовище — вугілля»
Змішувачі «важке середовище — вугілля» — змішувачі, які застосовуються у технології збагачення вугілля у важких середовищах.

## Змішувачі С-3 (однокамерний) і С-4 (двокамерний)

Змішувачі С-3 (однокамерний) і С-4 (двокамерний) призначені для вирішення двох технологічних задач: змішування збагачуваного вугілля з робочою суспензією і забезпечення постійного заданого п'єзометричного напору отриманого потоку суміші вугілля і суспензії на вході у гідроциклон. П'єзометричний напір забезпечується встановленням змішувача над гідроциклоном на необхідній висоті.
В однокамерному змішувачі (рис. 4.6) вугілля подають у змішувальне відділення 9 через решітку 8, яка запобігає попаданню у змішувач грудок крупністю понад 40 мм і побічних предметів.
У змішувальне і напірне відділення надходить потік суспензії з регулюючого бака. Надлишковий об'єм суспензії переходить з напірного відділення 3 у змішувальне 9 крізь калібрований отвір в заслінці 2. Рівень суспензії у змішувальному відділенні підтримується на 300 — 400 мм нижче, ніж у напірному. Вугілля з суспензією через нижню лійку 1 по напірному трубопроводу надхо-дить у гідроциклон. Перетин напірного відділення регулюється шибером 5. Надлишок суспензії з цього відділення відводиться через патрубок 4, наявність переливу з патрубка — умова нормальної роботи змішувача. Необхідний рівень суспензії у змішувальному відділенні контролюється датчиком 6, який з'єднаний з сигнальною системою.
Для огляду змішувального і напірного відділень і для заміни футеровки передбачені люк 13 і знімні стінки 11 і 12.
Двокамерний змішувач конструктивно відрізняється від однокамерного наявністю у нижній частині двох лійок, що дозволяє підключати напірні трубопроводи до двох гідроциклонів.